# Hannes Britschgi
Johannes «Hannes» Britschgi (* 14. Mai 1955 in Sarnen) ist ein Schweizer Journalist, Fernsehmoderator und Publizist.

## Leben
Hannes Britschgi studierte in Bern Rechtswissenschaften und erwarb das Fürsprecherpatent. Während fünfzehn Jahren arbeitete er beim Schweizer Fernsehen. Dort war er Journalist, Moderator und Redaktionsleiter der Sendungen Karussell, Max, Kassensturz und Rundschau. Für seine Interviews am «heissen Stuhl» im Polit- und Wirtschaftsmagazin Rundschau wurde er 1997 mit dem Tele-Preis ausgezeichnet.
2001 wechselte er in den Print-Journalismus und führte als Chefredaktor während drei Jahren das Nachrichtenmagazin Facts. Danach war Britschgi Chefredaktor und Programmleiter von RingierTV. Von April 2008 bis August 2010 war er Chefredaktor des SonntagsBlicks. Danach arbeitete er als Publizist für Ringier, von 2011 bis 2022 war er Leiter der Ringier-Journalistenschule. Am 1. Juli 2025 wurde er zum Präsidenten der Schweizerischen Stiftung zur Förderung unabhängiger Information gewählt, welche die Online-Zeitung Infosperber herausgibt. Britschgi übernimmt die Leitung der Redaktion von Urs P. Gasche.